# 鄭東煥
鄭東煥（1949年8月5日—），韓國男演員。

## 經歷
- 1996年：第3代韓國戲劇演員協會副會長
- 2003年：青雲大學藝術系放送演技學院兼職教授

## 演出作品

### 電視劇
- 1990年：KBS《王朝的歲月》飾演 朝鮮純宗
- 1990年：KBS《冰點》
- 1990年：KBS《你還在做夢》
- 1990年：KBS《火之國》
- 1991年：KBS《附近的山谷》
- 1992年：KBS《周三儘管聽Mozart》
- 1993年：SBS《遙遠的松巴江》飾演 金光浩
- 1994年：MBC《大姊》
- 1995年：KBS《燦爛的黎明》飾演 吳慶錫
- 1995年：SBS《張禧嬪》飾演 金錫冑
- 1995年：MBC《愛情與戰爭》
- 1998年：SBS《三金時代》
- 1998年：SBS《天橋風雲》飾演 羅祥亮
- 1998年：KBS《熱血刑警之秋之戀曲》飾演 朴贊武
- 2000年：KBS《悲傷誘惑》
- 2000年：KBS《蒲公英》
- 2000年：KBS《藍色生死戀》飾演 尹教授
- 2000年：KBS《雷聲》飾演 李達
- 2002年：KBS《帝國的早晨》飾演 崔知夢
- 2002年：KBS《冬季戀歌》飾演 金鎮宇
- 2002年：SBS《野人時代》飾演 崔東烈
- 2003年：KBS《珍珠項鍊》飾演 金載滿
- 2003年：SBS《王的女子》飾演 柳永慶
- 2003年：SBS《夢想的屏幕》飾演 朴鎮燮
- 2003年：KBS《青青的草原》
- 2004年：KBS《不滅的李舜臣》飾演 尹鬥壽
- 2004年：SBS《當男人戀愛時》飾演 姜會長
- 2004年：SBS《魔術》
- 2005年：KBS《愛情中毒》
- 2005年：SBS《布拉格戀人》飾演 池景煥
- 2006年：MBC《我人生的Special》
- 2006年：SBS《淵蓋蘇文》飾演 淵太秀
- 2006年：MBC《很愛很愛妳》飾演 朴進權
- 2006年：KBS《那女人的選擇》飾演 金昌安
- 2006年：KBS《春天華爾茲》飾演 尹銘勳
- 2006年：SBS《天國的樹》
- 2007年：KBS《比天高比地厚》飾演 尹載斗
- 2007年：KBS《魔王》飾演 姜東賢
- 2007年：SBS《遇上完美鄰居的方法》飾演 惠美的父親
- 2007年：MBC《New Heart》飾演 朴載賢
- 2007年：tvN《新人魚故事》
- 2008年：KBS《大王世宗》飾演 趙末生
- 2009年：KBS《熱血生意人》飾演 宋會長
- 2009年：SBS《不是誰都能愛》飾演 車順哲
- 2009年：KBS《傻瓜》飾演 金政旭
- 2009年：KBS《全都給你》飾演 車順哲
- 2010年：KBS《名家》飾演 張吉泰
- 2010年：MBC《被稱為神的男子》飾演 李亨燮
- 2010年：MBC《同伊》飾演 吳太錫
- 2010年：MBC《Pasta》飾演 崔賢旭學習pasta的老師
- 2010年：KBS《自由人李會榮》飾演 李會榮
- 2010年：KBS《總統》飾演 韓大雲
- 2011年：KBS《公主的男人》飾演 朝鮮文宗
- 2011年：SBS《女人的香氣》飾演 金東明
- 2011年：SBS《你睡著的時候》飾演 蔡大必
- 2012年：MBC《神的晚餐》飾演 河英凡
- 2012年：TV朝鮮《韓半島》飾演 吳昌日
- 2012年：SBS《幽靈》飾演 金錫俊
- 2012年：KBS《大王之夢》飾演 金龍春
- 2012年：JTBC《無子無懮》飾演 金宰勛（客串）
- 2013年：KBS《廣告天才李太白》飾演 公司社長
- 2013年：KBS《最佳李純信》飾演 李昌勳（客串）
- 2013年：tvN《Nine：九回時間旅行》飾演 崔正哲
- 2013年：SBS《聽見你的聲音》飾演 徐大碩
- 2013年：KBS《紅寶石戒指》飾演 裴昌根
- 2013年：SBS《欲戴王冠，必承其重－繼承者們》飾演 金南允
- 2014年：JTBC《我們能相愛嗎》（特別演出）
- 2014年：SBS《你們被包圍了》飾演 劉文培
- 2014年：SBS《無盡的愛》飾演 金健表
- 2014年：KBS《甜蜜的秘密》飾演 韓盼錫
- 2014年：SBS《Punch》飾演 金尚滿
- 2015年：KBS《懲毖錄》
- 2015年：SBS《假面》飾演 卞大成
- 2015年：JTBC《親愛的恩東啊》飾演 朴父
- 2016年：MBC《Goodbye Mr. Black》飾演 車載完
- 2016年：KBS《任意依戀》飾演 尹成浩
- 2016年：MBC《不夜城》飾演 張泰俊
- 2017年：tvN《河伯的新娘 2017》飾演 申東萬
- 2017年：MBC《醫療船》
- 2018年：tvN《想暫停的瞬間：About Time》飾演 李善文
- 2019年：SBS《熱血司祭》飾演 李英俊
- 2019年：tvN《德魯納酒店》飾演 盧俊錫
- 2020年：tvN《金錢遊戲》飾演 蔡炳學
- 2020年：MBC《The Game：向著零時》飾演 白成雲
- 2021年：Netflix《Move to Heaven：我是遺物整理師》飾演 金仁秀
- 2021年：tvN 《我的上流世界》飾演 韓錫哲
- 2021年：olleh TV x seezn 《犯罪拼圖》飾演 柳賢一
- 2022年：KBS2《說出你的願望》飾演 尹爺爺
- 2022年：ENA《我把社長解鎖了》飾演 吳英根
- 2023年：KBS《頭腦共助》飾演 黃東宇
- 2023年：tvN《大指揮家：弦上的真相》飾演 車奇伯

### 電影
- 1982年：《晚秋》
- 1982年：《世紀末的香氣》
- 1987年：《Blue Heart》
- 1987年：《距離的樂師》
- 2001年：《狂想曲》
- 2005年：《夢精記2》
- 2005年：《急流勇退》
- 2005年：《請在鼓掌的時候離開》
- 2006年：《不會忘記你》
- 2007年：《七日綁票令（朝鲜语：세븐 데이즈 (2007년 영화)）》飾演 姜尚萬
- 2019年：《娑婆訶》飾演 金濟石
- 2022年：《花路阿朱媽》
- 2023年：《首爾之春》饰演 崔汉圭

## 獲獎
- 1993年：百想藝術大賞戲劇演技獎
- 1997年：第21屆首爾戲劇節演技獎
- 1999年：第25屆英熙戲劇獎
- 2001年：第2屆金東勳戲劇獎
- 2010年：韓國藝術大獎配角獎（同伊）
- 2019年：第12屆韓國電視劇獎功勞獎
- 2022年：以《花路阿朱媽》入圍臺灣第59屆金馬獎最佳男配角獎

## 外部連結
- NAVER搜索 （页面存档备份，存于）